# Герпангіна
Герпангіна (англ. Herpangina, також Ентеровірусний везикулярний фарингіт) — одна з клінічних форм ентеровірусних інфекцій, яку спричинюють ентеровіруси Коксакі А (серотипи 2, 3, 4, 6, 7, 10, 16), Коксакі В (3-й) і ентеровірус 71. Герпангіна зазвичай трапляється влітку і у дітей, іноді — у новонароджених, підлітків і молодих дорослих. Герпангіна є одним із багатьох клінічних форм ентеровірусних інфекцій і може виникати у поєднанні з іншими формами — ентеровірусною екзантемою, асептичним менінгітом, енцефалітом, гострим в'ялим паралічем чи іншими.

## Актуальність
Герпангіна, як правило, легка хвороба, що швидко минає. Хоча більшість дітей, у яких розвивається герпангіна, одужують, захворювання іноді ускладнюється ураженням центральної нервової системи та серцево-легеневою недостатністю. Повідомлялося про летальні випадки, пов'язані з герпангіною, головним чином у немовлят у віці 6-11 місяців. Герпангіна асоціюється з потенційними несприятливими наслідками вагітності.

## Етимологія
Назва походить від грец. herp — «повзучий, зміїний» та лат. angina — «ангіна», що буквально «запалення або набряк горла або частини горла, особливо коли виникає тонзиліт».

## Етіологія
Збудники належать до роду (+)ssРНК-вмісних вірусів. Отримали назву ентеровіруси через їхню часту локалізацію в кишечнику (від лат. enteron — кишка). Ентеровіруси стійкі до заморожування, чутливі до нагрівання, висушування й впливу дезінфікуючих засобів. Усі серотипи вірусів Коксакі В і типів 68-71, деякі серотипи вірусів Коксакі А культивуються в культурі клітин нирок мавп та інших культурах. Вони мають виражену цитопатичну дію. Усі серотипи можуть бути виділені при зараженні сисунців білих мишей.

## Епідеміологічні особливості
Ентеровіруси, які спричинюють герпангіну, зазвичай передаються фекально-оральним механізмом передачі інфекції і повітряно-крапельно з часточками слизу з ротоглотки. Хвороба може поширюватися через спільне використання посуду для напоїв. Описано випадки зараження персоналу лабораторій, які працювали із збудником. Захворювання спостерігається нерідко у вигляді спорадичних випадків і спалахів. Відзначається високою контагіозністю. Імунітет видоспецифічний, стійкий. У помірному кліматі спалахи з респіраторною передачею виникають цілий рік.

## Патогенез
Вірусемія відбувається швидко після зараження і віруси таким чином досягають й до внутрішніх органів. Реплікація вірусу там призводить до характерних клінічних симптомів та ураження ротоглотки.
Детальніші відомості з цієї теми ви можете знайти в статті Ентеровірусні інфекції.

## Клінічні прояви
Інкубаційний період триває 4—14 днів. Хворі при досить задовільному самопочутті на тлі гарячки скаржаться на біль у горлі. Характерні зміни в ротоглотці: на тлі гіперемірованої слизової оболонки на передніх дужках, м'якому піднебінні, язичку, піднебінних мигдалинах, задній стінці глотки з'являється енантема у вигляді папул, що швидко перетворюються на везикули. Іноді ураження при герпангіні з'являються на язику та задній слизовій оболонці щік. Частини глотки, що не залучаються, зазвичай здаються нормальними. Через 1-2 дні везикули розриваються в центрі й на їхньому місці утворюються поверхневі ерозії з вузькою облямівкою гіперемії. У більшості випадків ці ураження є першою знахідкою при огляді хворого. Ушкодження, як правило, мають діаметр менше 5 мм. У більшості випадків герпангіни виникає від двох до дванадцяти елементів енантеми. Ерозії можуть зберігатися до одного тижня, навіть після того, як гарячка вщухне. Може виникнути симетрична шийна лімфраденопатія. Гострий лімфовузловий фарингіт — це різновид герпангіни, асоційований з вірусом Коксакі А10. Крихітні лімфоцитарні фоллікули глотки запалюються, як і типові герпагінні ураження. Однак, на відміну від них, запалені фолікули проходять без везикуляції та ерозій. Зрідка можлива поява м'язової слабкості, паралічу, подібногой до такого при поліомієліті, судом.
Ускладнення практично не розвиваються. Хвороба минає без тривалого періоду реконвалесценції.

## Діагностика
Ґрунтується на характерних ураженнях порожнини рота, які виявляються при огляді. Лабораторні дослідження, як правило, не показані, оскільки герпангіна — це легка самообмежена хвороба. Кількість лейкоцитів периферичної крові є в межах норми. Виділення ентеровірусів в культурі клітин використовується в непевних клінічних випадках. Для виділення вірусу використовуються мазки носоглотки.

## Лікування
Здійснюється переважно ситуативна патогенетична терапія. Слід призначати у період ураження ротоглотки рідку їжу.

## Профілактика
Специфічна профілактика не розроблена. Для дітей, які контактували із хворими, у дитячих установах запроваджується карантин на 14 днів після припинення контакту. Працівників пологових відділень і дитячих установ, що були в контакті із захворілими, на 14 днів переводять на іншу роботу. В осередку проводять поточну й заключну дезінфекцію.